# Biorégion
Une biorégion correspond à un territoire dont les limites ne sont pas définies par des frontières politiques, mais par des limites géographiques qui prennent en compte tant les communautés humaines que les écosystèmes.
Ce concept est issu d’un mouvement appelé le biorégionalisme, dont Peter Berg, Judy Goldhaft et Raymond Dasmann comptent parmi les fondateurs. Le biorégionalisme est une approche proactive visant la formation d'une harmonie entre la culture humaine et l'environnement naturel. Le biorégionalisme est considéré comme une branche de l'éco-anarchisme, au même titre que l’écologie profonde, l'anarcho-primitivisme et l'écologie sociale qui sont issues des courants de pensées libertaires, localiste et régionaliste.
Le modèle biorégional combine une série d’éléments spatiaux, en s’appuyant sur le principe de l’écologie du paysage et de la biogéographie insulaire, mais avec la volonté d’intégrer les conceptions sociétales provenant du concept de territoire. Le biorégionalisme est à la fois une philosophie et un engagement social qui met l’accent sur de petites échelles, la décentralisation et la « réhabitation » du territoire. Comme l’avance Peter Berg, le concept de biorégion est un concept plus culturel que scientifique.
Les biorégionalistes mettent en avant le fait que la protection de l'environnement devrait être fondée sur des caractéristiques locales, à savoir les biorégions. Cette approche met l'accent sur l'environnement unique de chaque région par la promotion de la consommation de produits locaux et de la culture d'espèces indigènes, en vue d'atteindre un développement en harmonie avec les régions biogéographiques. Comme l'écrit Michael Vincent McGinnis, il est important de noter que le biorégionalisme n'est pas limité à un groupe d'intellectuels, d'universitaires et de visionnaires. Ce mouvement est avant tout un appel à l'action, à un activisme en faveur d'un renouvellement de la responsabilité civique et de l'intendance écologique dans le respect des communautés en place.

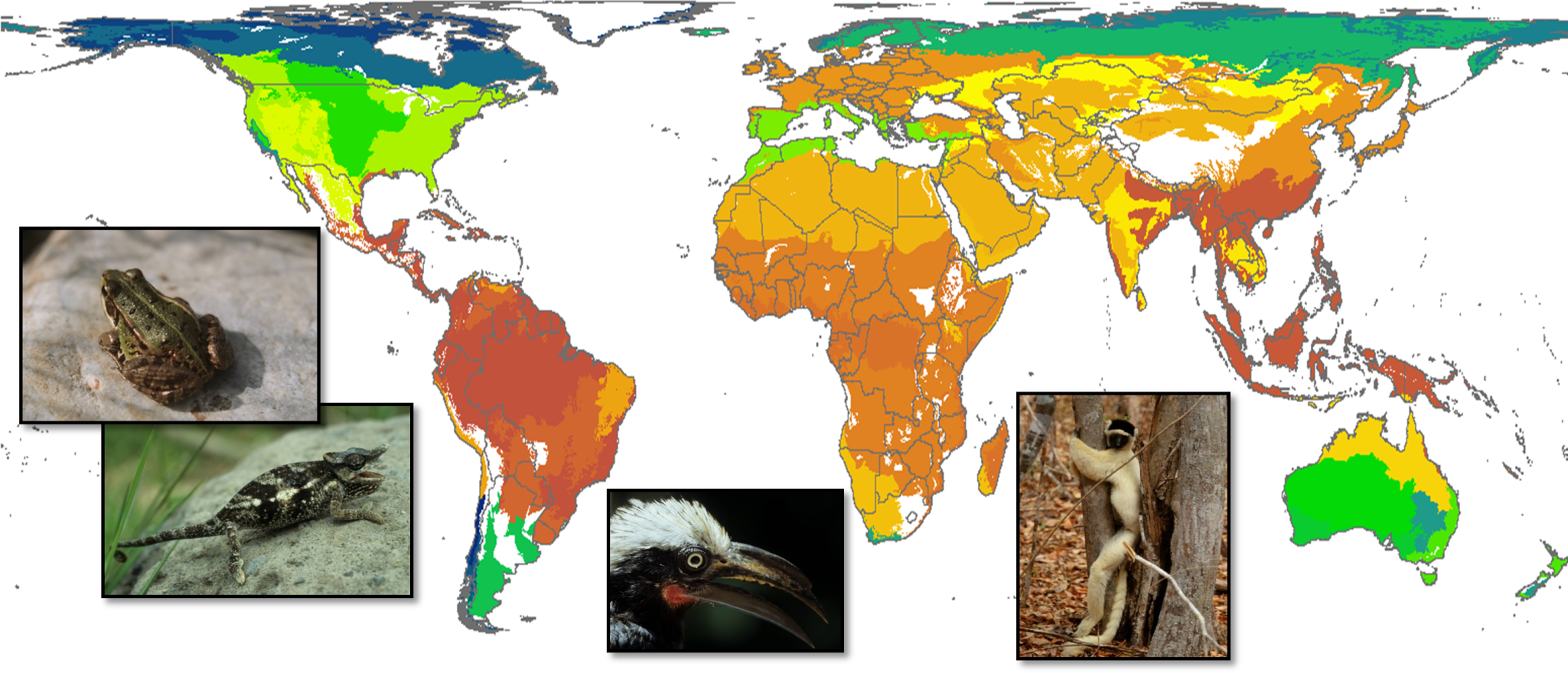
La biodiversité mondiale estimée à partir de la richesse spécifique en vertébrés terrestres dans 32 biorégions (les plus riches sont en rouge, celles les moins en vert)

## Les origines de la biorégion
Le terme de biorégion a été défini pour la première fois dans l’article « Bioregions : Towards Bioregional Strategy for Human Cultures » de Allen Van Newkirk, avant d'être repris et développé dans l'article « Reinhabiting California » publié en 1977 dans la revue « The Ecologist » par Peter Berg et Raymond Dasmann (traduction française "Réhabiter la Californie", 2019). Ils rédigent cet article dans un contexte où les milieux de vie, les écosystèmes de la Californie et de l'Amérique du Nord ont déjà été affaibli. Ils mentionnent notamment la pollution qui affecte la vie de plusieurs endroits en Californie au point de les avoir rendus « invivables ». Pour développer le biorégionalisme, Berg et Dasmann s'inspirent notamment de certains modes de vie autochtones précoloniaux,,,. Selon Allen Van Newkirk, le concept de biorégion peut se définir ainsi :  
« Les biorégions sont provisoirement définies comme des aires remarquables de la surface de la Terre, du point de vue biologique, qui peuvent être cartographiées et discutées comme des modèles existants distincts, de plantes, d’animaux et d’habitats ; des distributions liées aux modèles d’aires de répartition et aux processus complexes de construction de niches culturelles – tout en tenant compte des déformations attribuées à l’occupation d’une ou plusieurs populations successives du mammifère culturel » (traduction en français de Mathias Rollot et Marin Schaffner, 2021). 
Par la suite, nombre d'auteurs sont venus compléter les publications sur les biorégions tels que : Gary Snyder, Freeman House, David Simpson, Doug Aberley, Jim Dodge, David Haenke, Stephanie Mills, Kirkpatrick Sale, Daniel Kemmis, Robert Thayer, Serge Latouche et, plus récemment, Cheryll Glotfelty, Karla Armbruster, Tom Lynch, Mathias Rollot, Marin Schaffner, Alain Deneault, …

## Les biorégions selon Peter Berg et Raymond Dasmann
Peter Berg est codirecteur et cofondateur avec Judy Goldhaft de la Planet Drum Foundation, une fondation qui œuvre dans le biorégionalisme, il a également publié divers ouvrages sur cette notion. Raymond Dasmann, écologiste et biogéographe américain, est un des pères fondateurs de l'environnementalisme, décédé en 2002. D'après Peter Berg, une biorégion se définit selon les termes du modèle unique des caractéristiques naturelles que l'on trouve dans un territoire spécifique : « Une biorégion est un espace géographique formant un ensemble naturel homogène, que ce soit pour le sol, l'hydrographie, le climat, la faune ou la flore. La population fait également partie de la biorégion, mais dans la mesure où elle vit en harmonie avec ces données naturelles et où elle en tire sa subsistance à long terme. ». La signification du terme peut ensuite plus ou moins diverger en fonction des auteurs qui l'utilisent.

### «Ré-habitation» et «vivre in-situ»
D’après les auteurs, cette notion appelle à un nouveau mode de vie en relation avec le territoire qui se base sur le long terme, la « ré-habitation » : « qui assure la pérennité du système écologique par un développement durable, en veillant à ne pas le détruire pour tout ce qui concerne les besoins de la population en matière de nourriture, d'eau, d'énergie, d'habitat et de culture. ». Ce mode de vie s’oppose à celui d'une société occidentale dont la devise est de gagner sa vie grâce à une exploitation destructrice de la terre et de la vie.
La notion de communauté est très forte dans la définition d’une biorégion. En effet, la population fait partie de la biorégion, mais comme il est mentionné dans la définition de Berg : « dans la mesure où elle vit en harmonie avec ces données naturelles et où elle en tire sa subsistance à long terme. En d'autres termes, une population ne peut faire partie intégrante d'une biorégion que si elle en protège et en maintient les équilibres naturels. C'est ce que nous appelons la « ré-habitation » (reinhabitation), qui consiste en une relation d'interdépendance et d'échange avec l'écosystème de la biorégion ».
Cette notion appelle donc à un développement nouveau; apprendre à « vivre in-situ », à connaître les relations écologiques particulières de et entre chaque lieu, pour mettre en place un système socialement et écologiquement durable, qui passe par le développement d'une identité biorégionale. La « ré-habitation » implique donc le développement d'une identité biorégionale, qui signifie développer une identité en rapport à un territoire et une conscience relative.
À l’intérieur des biorégions, les auteurs distinguent encore les bassins versants, qui permettent une gestion rationnelle des ressources en eau, à l’échelle d’un territoire : « Natural watershed could receive prominent recognition as the frameworks within which comunities are organized. (…) it is the basic designer of local life. ». Définir les bassins versants permet, comme l’avancent les auteurs, une meilleure gestion des ressources en eau à l’échelle régionale, nécessaire à l’agriculture et à tout développement. Les auteurs s’opposent au développement de grandes aires de production, protestant contre le développement agricole insoutenable à long terme. Selon les mots des auteurs: il est nécessaire qu'il y ait une redistribution massive des terres afin de créer des exploitations plus petites, qui se concentreraient sur la production d’essences indigènes, la protection de la terre, l’utilisation d’énergie alternative ainsi que de développer un système de marché à petite échelle.

## Définir les limites des biorégions
Une biorégion est déterminée par l'utilisation de critères de délimitation issus de la climatologie, de la géomorphologie, de la géographie de la faune et de la flore, de l'histoire naturelle et d’autres descriptions des sciences naturelles. En effet, la démarcation des biorégions prend en compte le climat, les sols, la végétation, les ressources minérales, mais également les cultures et sociétés qui sont natives de cette région. Comme l'avancent Berg et Dasmann dans l'article Reinhabiting California, la biorégion désigne à la fois un terrain géographique, un lieu, ainsi qu'un terrain de la conscience et des idées qui se sont développées sur la façon de vivre à l'intérieur de ce lieu. Ils ajoutent que les frontières définitives d'une biorégion sont mieux décrites par les individus qui y ont longtemps vécu. En effet, une biorégion est également déterminée par sa population. Elle doit avoir une identité culturelle unique et être un lieu à l'intérieur duquel les résidents locaux ont le droit primaire de déterminer leur propre développement. Mais la suite de l'article relativise cet état de fait, en déclarant que ce droit n'est pas un droit absolu. De plus, la population est un facteur déterminant la taille des biorégions, car celles-ci doivent être suffisamment petites pour que les résidents locaux puissent les considérer comme leur maison.
Selon Peter Berg, les frontières des biorégions ne sont pas, contrairement aux frontières administratives, des limites strictes. Dans une présentation faite en avril 2001 à l’Université du Montana (Planet Drum Foundation), Peter Berg met en avant la morphologie particulière des frontières des biorégions. Berg présente les frontières biorégionales comme des frontières douces pouvant atteindre 50 miles de large. Il précise que parfois ces frontières peuvent être une ligne, comme par exemple dans le cas d'une crête de montagne à travers laquelle nous passons d’une biorégion à l'autre, mais dans la plupart des cas, ce passage est progressif et se fait graduellement.
Dans l'article Reinhabiting California, Peter Berg et Raymond Dasmann posent le problème des divergences entre les limites administratives actuelles et les biorégions. Ils laissent même entendre que les biorégions devraient être des États indépendants, permettant ainsi le développement de gouvernements locaux établis à l’échelle des bassins versants. Les partisans du biorégionalisme revendiquent donc une gestion par biorégion et une grande autonomie, voire la suprématie de ces entités. Être un État distinct, selon les termes de Berg et Dasmann, donnerait l'opportunité aux biorégionalistes de pouvoir déclarer un espace dans lequel chacun serait abordé comme membre d'une espèce, partageant la planète avec les autres espèces.
Plus récemment, plusieurs auteurs, dont l'architecte et universitaire Mathias Rollot et l'ethnologue Marin Schaffner, ont affirmé que le biorégionalisme était plutôt un mouvement antinationaliste. Selon eux, il existe dans la littérature portant sur le biorégionalisme un désir de s'organiser collectivement sans État.

## Les biorégions et le monde urbain
Peter Berg, dans sa carrière, a conçu et participé à des programmes spécifiques pour de grandes métropoles comme San Francisco ou Cleveland, et soutenu la construction d'une « cité verte » à Bahia de Caraquez, en Équateur. Dans un entretien avec Alain de Benoist et Michel Marmin, il s'explique justement sur cette problématique des villes et de leur intégration dans les biorégions:

« — Comment le biorégionalisme peut-il être appliqué au mode de vie urbain ?
— Le développement durable des villes est l'un des problèmes cruciaux de notre temps, du fait du désastre écologique qu'entraîne une croissance urbaine aux proportions alarmantes. La seule façon d'y remédier est d'adapter les villes à leur environnement biorégional. Le biorégionalisme peut alors être appliqué par le biais de politiques urbaines préservant les ressources de base comme l'alimentation, l'eau, l'énergie, etc. Ce qui implique une attitude nouvelle dans le mode de vie urbain, chacun devant se sentir responsable du maintien du patrimoine écologique commun, notamment en s'impliquant personnellement dans le recyclage et dans la lutte contre le gaspillage. Autrement dit, il faut promouvoir dans les villes une mentalité de « pionnier écologique. »

Selon Gary Snyder, le biorégionalisme n'est pas uniquement un programme rural. Cet auteur, qui s'est grandement influencé des travaux de Peter Berg et Raymond Dasmann, explicite ses propos ainsi : « [I]t is as much for the restoration of urban neighborhood life and the greening of the cities. All of us are fluently moving in multiple realms that include irrigation districts, solid-waste management jurisdictions, long-distance area code zones, and such. Planet Drum Foundation, based in the San Francisco Bay Area, works with many other local groups for the regeneration of the city as a living place, with projects like the identification and restoration of urban creeks ».
Peter Berg et Raymond Dasmann, dans l'article Reinhabiting California, avancent même que la division ville-campagne pourrait être résolue par une approche biorégionale. Mathias Rollot et Marin Schaffner proposent également une hypothèse en ce sens, c'est-à-dire que le biorégionalisme influencera certaines villes à passer par un processus de désurbanisation.
L'approche d'Alberto Magnaghi (it), né en 1941, urbaniste et architecte territorialiste italien, considère la biorégion comme un "ensemble de systèmes territoriaux locaux fortement transformés par l'homme, caractérisés par la présence d'une pluralité de centres urbains et ruraux organisés en systèmes réticulaires et non hiérarchisés, en équilibre dynamique avec leur milieu ambiant". Selon lui, le système biorégional en aire urbaine permettrait de freiner l'artificialisation des sols et de l'urbanité des aires urbaines, tout en étant plus puissante et plus durable que le système métropolitain traditionnel. En effet, elle serait plus respectueuse des équilibre écologiques et hydro-morphologiques et plus efficace dans la mobilisation des nœuds du réseau urbain en termes de mobilité, de création de richesse et d'utilisation énergétique.
Les auteurs Cheryll Glotfelty, Karla Armbruster et Tom Lynch qui ont dirigé l'ouvrage collectif « The Bioregional Imagination », publié en 2012, sont d'avis que le mouvement biorégionaliste gagnerait à s'inspirer davantage des travaux territorialistes italiens pour réfléchir à des propositions qui combineraient les villes et les campagnes d'une même biorégion ou d'un même bassin versant. Dans un contexte nord-américain, ces mêmes auteurs estiment qu'il serait pertinent de se pencher sur le biorégionalisme pour les banlieues qui sont si nombreuses sur ce territoire. Pour Rhydian Fôn James et Molly Scott Cato, bien qu'il n'y ait aucun problème théorique à ce qu'une ville soit une biorégion si elle a les capacités et les ressources pour répondre aux besoins de sa population, en pratique, c'est impensable. Ils s'accordent avec les propositions des territorialistes italiens au sens où les villes pourraient être perçues comme le centre stratégique d'une biorégion plus grande comprenant des zones rurales.

## Une adaptation des biorégions en Europe
Le concept de biorégion a ensuite été repris par nombre de penseurs et théoriciens, s'installant en Europe parmi les groupements écologistes les plus radicaux, comme, par exemple, chez les « objecteurs de croissance » (partisans de la Décroissance) tel que Serge Latouche. Selon lui, une biorégion, ou écorégion, correspond à « une entité spatiale cohérente traduisant une réalité géographique, sociale et historique, [Une biorégion] peut-être plus ou moins rurale ou urbaine. […] Constituée d'un ensemble complexe de systèmes territoriaux locaux, dotée d’une forte capacité d’autosoutenabilité écologique, elle vise à la réduction des déséconomies externes et de la consommation d’énergie ». Cette définition diffère légèrement de la définition de Peter Berg. Celle-ci met plus en avant l'aspect politique et de protection environnementale, mais ne mentionne peu les aspects plus scientifiques émis par Berg et Dasmann. Serge Latouche insiste effectivement plus sur les aspects relatifs aux sciences sociales, s'intéressant aux aspects identitaires et démocratiques des biorégions, mais délaissant, du moins partiellement, les sciences naturelles. D'ailleurs après ce passage, l'auteur discute la problématique du "dilemme démocratique" : « qui peut s'énoncer ainsi: plus une entité/unité démocratique est petite est donc directement contrôlable par ces citoyens, plus sont restreints ses domaines de souveraineté ».
En 2018, Mathias Rollot, annonce pour sa part que, quelle que soit les définitions données du terme, « l'enjeu n'est pas de savoir si « biorégions il y a », mais si « biorégions il peut y avoir » – et si cela est souhaitable ou non », en ce sens que « l'hypothèse biorégionale n'est pas qu'il y a sur Terre des superpositions conceptuelles ou spatiales entre « nature » et « culture » (quoi que cela puisse signifier), mais plutôt qu'il y a un intérêt à ce que les sociétés humaines se définissent (…) sur des compréhensions plus fortes des singularités naturelles locales, et cessent enfin de se penser comme entièrement autonomes vis-à-vis d'elles ». Il prolonge et approfondit cette réflexion en 2021 dans "Qu'est-ce qu'une biorégion ?".

## Biorégion et écorégion
Les termes de biorégion et d'écorégion sont parfois utilisés de manière synonymes dans la littérature, même scientifique. Toutefois, les spécialistes différencient tout de même les deux concepts. Les écorégions, au sens du World Wild Life (WWF), correspondent à des espaces géographiques qui rassemblent différents critères biologiques, géologiques (voir: Site officiel du WWF ), mais sans référence aux sociétés humaines. Peter Berg distingue ces deux concepts de la manière suivante : « Quant au mot « écorégion », il désigne un espace géographique décrit en termes strictement biologiques, indépendamment de toute présence humaine, contrairement à la biorégion. D'autres termes sont parfois employés pour des besoins scientifiques, comme « province biotique » (biotic province) et « zone biogéographique » (biogeographical zone). »

## Critiques du concept

### Les critiques de Dianne Meredith
Dianne Meredith, professeur au département de géographie et d'études environnementales de l'Université de Californie, critique les principales caractéristiques des biorégions. Les sous-parties suivantes traitent de ses quatre premiers arguments, les deux derniers étant exposés dans le sous-chapitre suivant et complétés par des critiques d'autres auteurs abordant la même thématique.

#### La critique de la géographie «génétique»
Selon Meredith, le déterminisme environnemental a servi de modèle en définissant des régions comme des organismes bioculturels. Cette erreur consiste à considérer le territoire comme une entité vivante, qui définit la culture d'un groupe. Or les civilisations sont influencées par les climats et l'environnement naturel qui les entoure, mais beaucoup d'autres facteurs façonnent le développement culturel. Une autre erreur est de croire que les êtres humains ne sont associés qu'à une seule identité et un territoire isolé.

#### La critique de la région unitaire
Les régions étant imbriquées dans une hiérarchie fonctionnelle, même (et surtout) d'un point de vue biorégional, il est inexact de voir les biorégions comme des entités de la taille d'un bassin versant, car pour de multiples raisons ces entités sont constamment outrepassées, comme dans le cas des problèmes climatiques, de la qualité de l'air, de la disponibilité en eau. De plus, les individus ont souvent des identités multiples. Les biorégions ne peuvent pas rester à l'écart des influences extérieures.

#### La critique de la région naturelle
Prendre les régions environnementales ou bioclimatiques comme des régions formelles est dangereux. Les géographes ont d'ailleurs beaucoup remis en question ce concept de région formelle ces dernières années. En effet, les limites des biorégions ne peuvent jamais être des limites strictes, les régions culturelles ne correspondent que rarement à la distribution des régions naturelles et différents groupes peuvent s'adapter de manières différentes au même environnement.

#### La critique de l'identité singulière
La plupart des gens ont diverses identités et un parcours de vie très diversifié, ce qui rend difficile le retour des « natifs » que met en avant le concept de living in place. « Our ancestries, identities, attachments, and affiliations are multiple and are spread throughout space and time. Location is never the singular determinant of identity. (…) Landscape and territory may form an important part of individual and group identity, but so do gender, religion, language, generation, employment, intellectual interests, and so on » (Paasi 1999). Les individus ne peuvent pas former une communauté avec une identité unique, de même que les zones culturelles sont difficiles à délimiter.

### Le concept de biorégion, et ses récupérations politiques
Les biorégions sont définies, comme explicité dans cet article, par les lois biophysiques. Pour les biorégionalistes, il faut retrouver les régions naturelles; les biorégions. La philosophie moderne des Lumières, qui donnait plein pouvoir à l'Homme libre, « au Sujet libre, souverain. Un sujet qui se détache de sa communauté pour se construire », semble être mise de côté pour se rapprocher d'une forme de romantisme. En effet, avec ce paradigme biorégionalisme, l'être humain semble être relégué au statut de membre d'une communauté: « Avec ce biorégionalisme, l'homme est prié de se conformer aux lois de l'écologie et de se réinsérer dans le monde de la vie. Sa singularité, (sa raison, sa liberté, sa capacité symbolique…) est oubliée ». L'Homme est donc ancré au sein d'une communauté « naturelle », qu'il doit perpétuer pour le bienfait de Gaïa. Cette perspective est, selon Jean Jacob, conservatrice et expliquerait l'intérêt porté par l'extrême droite pour cette théorie.
En effet, la Nouvelle Droite française s'est très vite intéressée au concept de biorégion. « En 1997, un journaliste notait avec inquiétude qu'une « rhétorique new age » apparait au Front national et que le « biorégionalisme » a été revendiqué par les jeunes du front national lors de leur université d'été ». C'est notamment le Groupement de recherche et d'études pour la civilisation européenne (GRECE), porté par Alain de Benoist, qui a tenté de récupérer ce concept en publiant le journal Élément no 100, intitulé Le localisme une réponse à la mondialisation, comprenant une interview de Peter Berg, cité plus haut dans cet article. « Ceux-ci y encensaient la dimension identitaire du paysage et y exposaient longuement les bienfaits communautaires du localisme et du biorégionalisme ». Bien que rien ne soit plus éloigné des pensées originelles de Berg, les récupérations furent opérées par des mouvements d'extrême-droite, comme la right wing ecology. En France, l'exemple de Laurent Ozon illustre très bien cette convergence possible entre écologie et extrême-droite. Il est par le biais de sa revue Le recours aux forêts, un promoteur de certains travaux biorégionalistes, et par ailleurs il est un compagnon de route du Bloc identitaire et a conseillé Marine Le Pen au Front national pour le volet écologique de son programme.
Olsen Jonathan, dans son article intitulé The Perils of Rootedness: On Bioregionalism and Right Wing Ecology in Germany, donne une analyse très intéressante des liens qui peuvent exister entre le biorégionalisme et l'écologie de droite (Right-wing ecology). L'auteur retient quatre éléments qui rapprochent ces deux concepts, en spécifiant bien qu'il n'a aucun doute sur le fait que les biorégionalistes sont entrainés par des pulsions démocratiques et humanistes étrangères aux tenants de l'écologie de droite. Selon Olsen, le premier élément de comparaison, avancé par les adeptes de l'écologie de droite, est que les hommes, en tant que créatures naturelles, sont compris dans des communautés écologiques, dans des écosystèmes particuliers. Le deuxième point met en avant l'importance attachée au caractère unique de chaque culture, déterminée par l'environnement naturel. Le troisième élément correspond au lien entre les problèmes environnementaux et l'éloignement des lois naturelles. Le dernier argument de comparaison est le fait que la pureté et l'intégrité de chaque culture et de l'environnement qui l'entoure doit être protégée. Ces éléments peuvent effectivement être facilement rapprochés des arguments mis en avant dans la promotion des biorégions. De manière plus générale, le propre de la pensée d'extrême-droite est l’organicisme, qui considère les sociétés comme des organismes vivants, et l'écologie est également traversée par une forme d'organicisme, qui considère les écosystèmes comme des organismes vivants. La seconde pensée peut aisément être subvertie au profit de la première.[réf. nécessaire]
Olsen relève tout de même dans sa critique que des différences notables existent entre les intentions et visions des biorégionalistes et les partisans de l'écologie de droite. Il relève trois différences principales. Premièrement, l'écologie de droite se préoccupe peu des aspects démocratiques au sein des communautés, contrairement aux biorégionalistes. Deuxièmement, contrairement aux partisans de l'écologie de droite, les biorégionalistes n'identifient pas les communautés biorégionales avec des États existants. Troisièmement, l'écologie de droite met en avant une politique anti-immigration, alors que dans la littérature biorégionaliste, il n'est jamais question de « green xenophobia ». Olsen relève tout de même les similarités entre les idéologies de ces deux courants de pensées. Il va même jusqu'à écrire que certains concepts du biorégionalisme véhiculent des intentions opposées à celles de ses partisans et qu'ils ont facilement été repris par l'écologie de droite. Il relève alors trois éléments particuliers :
1. La conviction qu'il y a des lois naturelles auxquelles les hommes doivent être soumis,
2. La croyance, chez certains biorégionalistes, que les mouvements ethniques séparatistes et nationalistes sont, d'une certaine manière, la preuve de l'esprit biorégionaliste,
3. L'idée que respecter des lois naturelles implique la « ré-habitation » des populations au sein de territoires particuliers[56].

### Une réponse aux critiques

#### Sur le caractère déterministe
Les critiques de l'approche biorégionaliste, comme l'avance Michael Vincent McGinnis, pointent souvent le fait que l'approche met trop l'accent sur les lois naturelles et l'approche réductionniste des pouvoirs politiques dans les sociétés. Selon cet auteur, les critiques voient souvent les biorégionalistes comme des écologistes déterministes « who put too much faith in the laws of nature to change social institutions ». En réponse aux critiques, McGinnis argumente que celles-ci ne voient pas la diversité du mouvement, qui est plus un raisonnement qu'une science : « Yet, critics often fail to understand the diversity of the movement – the movement is as much a sensibility as it is a science. It combines spiritual practice with ecological understanding and local knowledge of places, animals and watersheds ».

#### Sur la récupération politique du concept par la droite
En réponse à la récupération politique du concept de biorégion par une frange de la droite politique, notamment en Allemagne et en France, Mathias Rollot et Marin Schaffner rappellent que le biorégionalisme est un mouvement qui prône une société ouverte, accueillante, inclusive et multiculturelle. Encore selon ces auteurs (mais pas que), le biorégionalisme s'inscrit dans une écologie antiraciste, antipatriarcale, anticapitaliste, antiétatique et décoloniale. Ils résument cette tendance dans le passage suivant :
« Une partie du mouvement biorégionaliste s’appuie sur un retour à la terre et aux cultures autochtones, sur le local, et sur une forme de décroissance, de retour à la lenteur. Mais dans le même temps, il y a toute une autre partie plus artistique, très avant-gardiste, radicale, libertaire, une partie capable de générer des choses nouvelles, de s'hybrider avec d’autres mouvements et d'ouvrir des possibles jusque-là inimaginables. C’est une double tendance, qui est pour moi l’une des choses les plus stimulantes dans le biorégionalisme. Parce que c’est la condition même d’un localisme écologique qui ne soit pas une invitation au repli sur soi, à la xénophobie ou à la pensée réactionnaire. On n’arrêtera pas les destructions écologiques en cours en se retranchant derrière des idées comme l’identité ou la nation! ».
Selon Rollot et Schaffner, il est possible de limiter la récupération politique du terme en s'assurant que ce concept lie les gens qui vivent de façon biorégionale. S'il est facilement possible de récupérer un terme, « on ne récupère peut-être que plus difficilement une communauté de personnes en lutte ».
Pour Alain Deneault, professeur à l'Université de Moncton - Campus Shippagan, il importe, dans une optique biorégionale, de réhabiter nos territoires et réapprendre les rudiments de la vie régionale, mais de façon qui concorde avec une « consonnance universelle » afin de ne pas tomber dans le piège du repli identitaire et du survivalisme facilement récupérable par la droite. À l'image de l'analyse de Rollot et Schaffner, il insiste sur l'importance accordée au caractère antiraciste dans la littérature scientifique portant sur la biorégion. Il explicite cette idée dans ce passage : « La biorégion, ce n’est pas le terroir, ce ne sont pas les racines, ce n’est pas un formol dans lequel on plonge des gens d’un même sang pour leur assurer de ne faire qu’un avec leur lieu. Ce n’est donc pas le patrimoine ».
Le professeur à HEC Montréal Yves-Marie Abraham soulève également la récupération politique de ce concept par certains militants d'extrême-droit. Pour éviter une potentielle tendance fascisante, il propose, à l'image d'une des trois différences relevés par Olsen entre l'extrême-droite et le biorégionalisme, de combiner une politique des communs avec le biorégionalisme de sorte à insister sur le caractère démocratique d'une biorégion. Il mentionne également que pour éviter « une telle dérive, il est crucial de promouvoir un biorégionalisme solidaire, sur le plan des rapports entre régions du monde, et ouvert, sur le plan des idées et de la circulation des personnes ». 